# Квалификације за Светско првенство у фудбалу 2018 — међуконтинентални бараж
Кроз међуконтинентални бараж још два учесника су отишла на Свјетско првенство 2018. године — они који нису успјели да се квалификују преко својих континенталних квалификација. Утакмице су биле одржане од 10. до 15. новембра 2017. године.

## Систем такмичења
Жријеб је одржан 25. јула 2015. године у Санкт Петербургу. Четири репрезентације из 4 конфедерације (АФК, КОНКАКАФ, КОНМЕБОЛ и ОФК учествује на интеконтиненталним квалификацијама. У овим квалификацијама играју репрезентација из Јужне Америке (КОНМЕБОЛ) против репрезентације из Океаније (ОФК), и репрезентација Азије (АФК) против репрезентације из Сјеверне, Средње Америке и Кариба (КОНКАКАФ). Репрезентације ће играти двоструки куп систем и двије репрезентације које побједе квалификују се на Свјетско првенство у фудбалу 2018.

## Квалификоване екипе
| Конфедерација | Пласман                         | Екипа       |
| ------------- | ------------------------------- | ----------- |
| АФК           | Побједник плеј-офа за 5. мјесто | Аустралија  |
| КОНКАКАФ      | 4. мјесто петог круга Конкакафа | Хондурас    |
| КОНМЕБОЛ      | 5. мјесто Конмебола             | Перу        |
| ОФК           | Побједник Офк квалификација     | Нови Зеланд |

## Утакмице
Утакмице међуконтиненталног баража игране су од 10. до 15. новембра 2017. године.

### КОНКАКАФ — АФК
| Репрезентација | Укупан рез. | Репрезентација | 1. утак. | 2. утак. |
| -------------- | ----------- | -------------- | -------- | -------- |
| Хондурас       | 1:3         | Аустралија     | 0:0      | 1:3      |

| Хондурас | 0:0           | Аустралија |
| -------- | ------------- | ---------- |
|          | Детаљи (FIFA) |            |

| Аустралија                      | 3:1           | Хондурас |
| ------------------------------- | ------------- | -------- |
| Јединак 54’, 72’ пен., 85’ пен. | Детаљи (FIFA) | Елис 90’ |

### ОФК — КОНМЕБОЛ
| Репрезентација | Укупан рез. | Репрезентација | 1. утак. | 2. утак. |
| -------------- | ----------- | -------------- | -------- | -------- |
| Нови Зеланд    | 0:2         | Перу           | 0:0      | 0:2      |

| Нови Зеланд | 0:0           | Перу |
| ----------- | ------------- | ---- |
|             | Детаљи (FIFA) |      |

| Перу                   | 2:0           | Нови Зеланд |
| ---------------------- | ------------- | ----------- |
| Фарфан 27’ · Рамос 65’ | Детаљи (FIFA) |             |

## Голгетери
3. гола
- Миле Јединак

1. гол
- Алберт Елис
- Џеферсон Фарфан
- Кристијан Рамос